# Bombylius axillaris
Bombylius axillaris är en tvåvingeart som beskrevs av Johann Wilhelm Meigen 1830. Bombylius axillaris ingår i släktet Bombylius och familjen svävflugor. Inga underarter finns listade i Catalogue of Life.